# Digulleville
Digulleville település Franciaországban, Manche megyében. Lakosainak száma 245 fő (2018. január 1.). Digulleville Beaumont-Hague, Herqueville, Omonville-la-Petite és Omonville-la-Rogue községekkel határos.

## Népesség
A település népességének változása:
| Lakosok száma | 179  | 173  | 185  | 230  | 248  | 287  | 293  | 285  | 259  | 245  |
|               | 1968 | 1975 | 1982 | 1990 | 1999 | 2011 | 2013 | 2015 | 2017 | 2018 |